# نوفي دفور كروليفسكي
نوفي دفور كروليفسكي، وتعني باللغة البولندية الديوان الملكي الجديد، قرية في بولندا تقع في كوجاوسكو بومورسكي مقاطعة شيلمنو.